# Petr Pavlík (calciatore 1978)
Petr Pavlík (Praga, 17 luglio 1978) è un ex calciatore ceco, di ruolo centrocampista.